# Horvátországi Református Keresztyén Kálvini Egyház
A Horvátországi Református Keresztyén Kálvini Egyház (horvátul: Reformirana kršćanska kalvinska Crkva u Hrvatskoj) Horvátország egyik protestáns ill. református egyháza. Vezető püspöke 2018 januárja óta Szenn Péter haraszti lévita lelkész, akinek a megbizatása 6 évre szól.

## Története
Horvátország függetlenné válásakor a vallási felekezeteknek újra kellett szervezniük az egyházaikat. A Horvátországi Református Keresztyén Egyház 1993. január 30-án alakult 30 fővel az Eszékhez tartozó Rétfaluban. Bejegyzésére 1993. február 24-én került sor. Első megbízott püspöke Lángh Endre vinkovci lévita lelkész lett.
A zsinati tanács 1. ülése 1998. június 27-én volt Laskón, azonban azon nem az alkotmányban foglaltakkal összhangban való módon vettek részt a tagok rajta, ezért 1998. november 7-én összehívták a 2. zsinatot. Az egyházi vezetők beszámolóját a képviselők tudomásul vették, de nem fogadták el, többek között azért, mert néhányan sikkasztottak. Az egyházi vezetők ugyanakkor megtagadták, hogy a választott tagok betekintsenek a korábbi zsinat dokumentumaiba.
Ezeknek a nézeteltéréseknek köszönhetően Lángh Endre vezetésével a hívek egy csoportja 1999. március 4-én megalapította a Horvátországi Református Keresztyén Egyház Püspöki Hivatalt. Ezzel a lépéssel a horvátországi reformátusok két részre szakadtak.
A horvátajkú hívek kiváltak az egyházból, és 2001 májusában létrehozták a Horvátországi Protestáns Református Keresztyén Egyházat.
A Horvátországi Református Keresztyén Kálvini Egyházat 2005. március 31-én jegyezték be a Horvát Országos Központi Közigazgatási Hivatalba, 2014. szeptember 23-án pedig a Központi Statisztikai Hivatalba. Székhelye Laskó település a Drávaközben.
Az egyház tagja a Református Egyházak Világszövetségének (WARC), továbbá hivatalosan elismerte a Magyarországi Református Egyház is.
2019 novemberében született meg az a döntés az Eszéki Bíróságon, amely az egykori Jugoszláviai Református Keresztyén Egyház horvátországi jogutódját meghatározta. E döntés szerint a hivatalos jogutód a Horvátországi Magyar Református Keresztyén Egyház. A Horvátországi Református Keresztyén Kálvini Egyháznak tilos a jogutód egyház azonosításra alkalmas számait, adatait sajátként föltüntetni, használni. A Kálvini Egyház képviselői ellen számos bírósági eljárás indult a név és azonosításra szolgáló adatok birtoklása és azokkal való visszaélések miatt.